# Lusanda Dumke
Pas d'image ? Cliquez ici

a Compétitions nationales et continentales officielles uniquement.

b Matchs officiels uniquement.
Lusanda Dumke, née le 11 septembre 1996, est une joueuse internationale sud-africaine de rugby à XV évoluant au poste de troisième ligne aile.

## Biographie
Lusanda Dumke naît le 11 septembre 1996.
En 2022, elle joue pour les Border Bulldogs. Elle compte 15 sélections en équipe d'Afrique du Sud quand elle est retenue en septembre 2022 pour disputer la Coupe du monde en Nouvelle-Zélande.